# Francis Scott Key

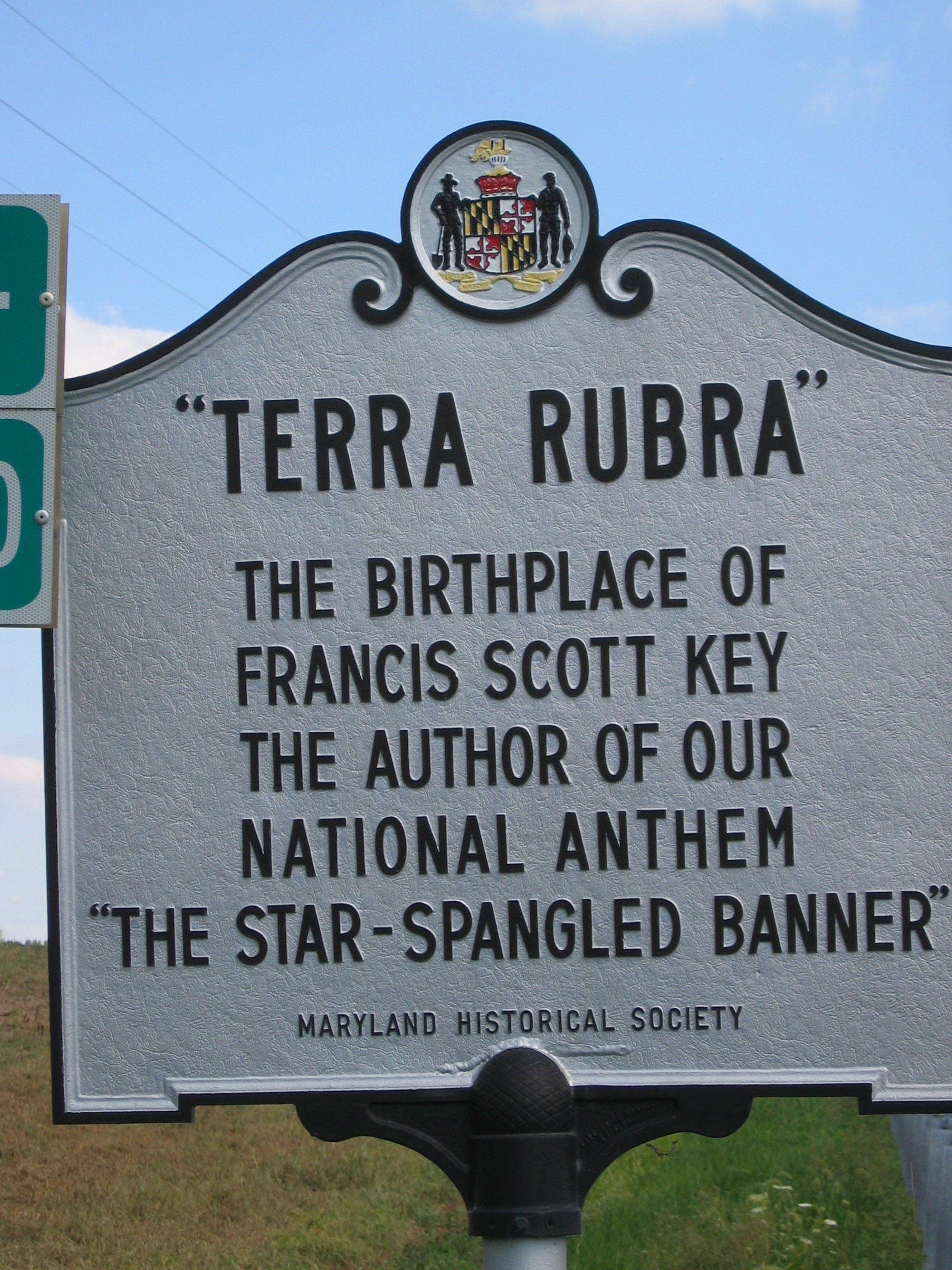
Placa de la Maryland Historical Society, señalando el lugar de nacimiento de Francis Scott Key.

Francis Scott Key (1 de agosto de 1779-11 de enero de 1843) fue un abogado, escritor y poeta aficionado estadounidense, autor de la letra del himno nacional de los Estados Unidos, "The Star-Spangled Banner".

## Biografía
Hijo de Ann Louis Penn Dagworthy (Charlton) y el capitán John Ross Key, abogado, juez y oficial del Ejército Continental, nació en la plantación familiar de Terra Rubra, en el que era en ese entonces el condado de Frederick y que actualmente es el condado de Carroll, en Maryland. Fue alumno del St. John's College, en Annapolis, Maryland.
Durante la Guerra de 1812, Key, acompañado por el coronel agente de intercambio de prisioneros John Stuart Skinner, cenó a bordo del barco británico HMS Tonnant junto a tres oficiales británicos invitados: el vicealmirante Alexander Cochrane, el contraalmirante Sir George Cockburn y el mayor general Robert Ross. Skinner y Key debían negociar allí la liberación de un preso, el doctor William Beanes. Beanes era un residente de Upper Marlboro, Maryland, y había sido capturado por los británicos después de que colocara a unos rezagados camorristas bajo arresto ciudadano con un grupo de hombres. Skinner, Key y Beanes fueron autorizados a volver a su propio balandro, pero no se les permitió volver a Baltimore porque habían visto la fuerza y la posición de las unidades británicas y la intención británica de atacar Baltimore. A causa de esto, Key no pudo hacer nada mientras contemplaba el bombardeo de las fuerzas americanas en el Fuerte McHenry durante la Batalla de Baltimore.
Key se sintió inspirado a escribir un poema describiendo su experiencia. Tituló al poema como "La defensa del Fuerte McHenry", e intentó ajustarlo al ritmo de la canción tradicional To Anacreon in Heaven, del compositor John Stafford Smith, más conocido luego como The Star-Spangled Banner. Bajo este nombre, la canción fue adoptada como el himno nacional de los Estados Unidos, primero por una orden ejecutiva del presidente Woodrow Wilson en 1916 (que tenía poco más efecto que el del requerimiento de las bandas militares de tocarlo) y luego por una resolución del Congreso de los Estados Unidos en 1931, firmada por el presidente Herbert Hoover.
En 1832 Key sirvió como abogado de Samuel Houston durante su proceso en la Cámara de Representantes estadounidense por atacar a otro miembro del Congreso.
In 1835 Key sirvió como abogado de Richard Lawrence (primera persona en intentar el asesinato de un presidente estadounidense) por su intento frustrado de asesinar al presidente de los Estados Unidos Andrew Jackson.
Key murió en 1843, en casa de su hija Elizabeth Howard en Baltimore de pleuresía y fue inicialmente enterrado en el cementerio Old Saint Paul's en la cripta de John E. Howard. En 1866, su cuerpo fue trasladado a su parcela familiar en Frederick, Maryland, en el cementerio Mount Olivet.
La Key Monument Association (Asociación del Monumento a Key) erigió un monumento conmemorativo en 1898 y en él permanecen los cuerpos de Francis Scott Key y de su esposa, que fueron colocados en una cripta en la base del monumento.

## Otros hechos relacionados
En 1861, el nieto de Key fue encarcelado en Fort McHenry junto con el alcalde de Baltimore, George William Brown, y otros ciudadanos de la localidad, juzgados por ser favorables al Sur.
Key era primo lejano y tocayo de F. Scott Fitzgerald, cuyo nombre completo era Francis Scott Key Fitzgerald. Sus descendientes directos incluyen al genetista Thomas Hunt Morgan, el guitarrista Dana Key y la diseñadora de moda estadounidense y socialité Pauline de Rothschild.
Su hermana, Anne Phoebe Charlton Key, se casó con Roger B. Taney, que fue Juez Presidente de los Estados Unidos y autor de la histórica sentencia de la Corte Suprema de los Estados Unidos en el caso Dred Scott contra Sandford.

## Monumentos y memoriales

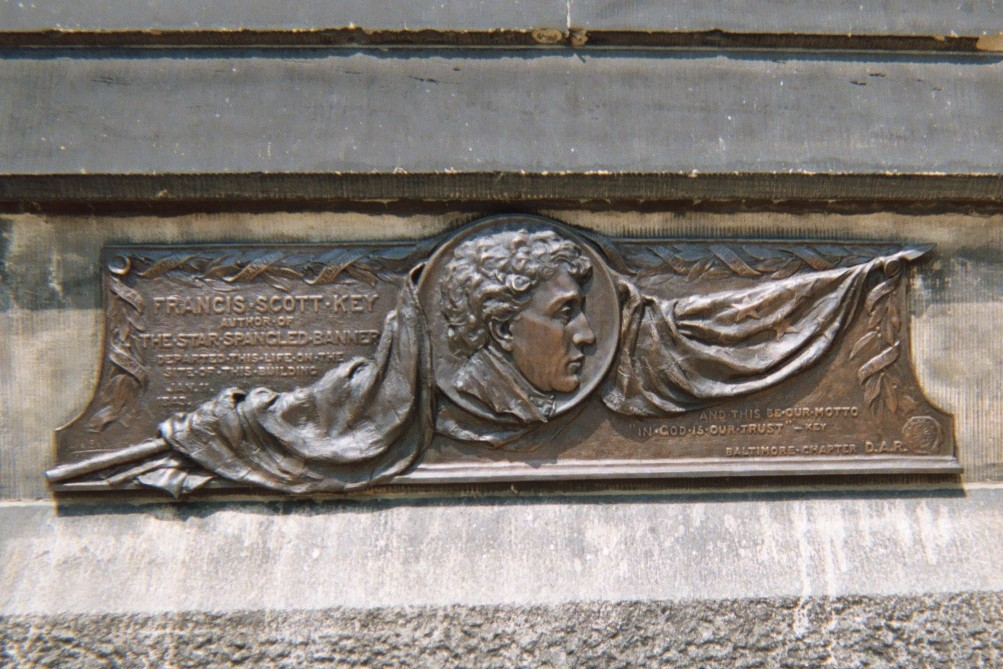
Placa conmemorativa de la muerte de Francis Scott Key colocada por las Daughters of the American Revolution (Hijas de la Revolución Americana) en Mount Vernon, Baltimore.

El puente Francis Scott Key, situado entre Rosslyn (Virginia) (sección del condado de Arlington) y Georgetown en Washington D. C., y el puente Francis Scott Key, parte de la Interestatal 695 que cruza el puerto exterior de Baltimore, reciben ese nombre en su honor. El puente de Francis Scott Key de Baltimore está situado en el punto aproximado donde los británicos anclaron para bombardear el Fuerte McHenry.
El St. John's College de Annapolis, en el que Key se graduó en 1796, tiene un auditorio nombrado en su honor. 
Francis Scott Key pasó a formar parte del "Salón de la Fama de los Compositores" (fundado en 1969 por el compositor Johnny Mercer) en 1970.
Key está sepultado en el cementerio de Mount Olivet en Frederick, Maryland. La parcela familiar está al lado de la de Thomas Johnson, el primer gobernador de Maryland, y amigo de Barbara Fritchie, que según se afirma agitó la bandera estadounidense de su casa en desafío a la marcha de Stonewall Jackson a través de la ciudad durante la Guerra Civil.
La Facultad Francis Scott Key en la Universidad de Maryland, College Park, lleva ese nombre en su honor. Allí se encuentra la alameda más larga de todas las universidades de Estados Unidos. La Universidad George Washington tiene también una residencia universitaria en honor a Key en la confluencia de las calles 19 y F.
La Francis Scott Key High School y la Francis Scott Key Mall en los condados de Carroll y Frederick, respectivamente, ambas en Maryland, también fueron nombradas por él.